# Clavulina chondroides
Clavulina chondroides é uma espécie de fungo pertencente à família Clavulinaceae.